# Rock 'n Roll (film 1978)
Rock 'n Roll è un film del 1978 diretto da Vittorio De Sisti, di genere musicale e sentimentale, con tema la passione giovanile per il ballo, e i risvolti al di fuori della pista, sull'onda del successo del film contemporaneo La febbre del sabato sera.

## Trama
Ornella e Rodolfo sono una coppia di giovani che amano esibirsi in competizioni di ballo rock'n roll. Gelosa del comportamento del fidanzato con i suoi amici scioperati, di cui uno infermo di mente, lei vorrebbe lasciarlo. La possibilità di vincere insieme un ambito titolo la farà desistere.

## Colonna sonora
1. Little Richard – Tutti Frutti
2. Little Richard – Old my Sol
3. Little Richard – Midnight Special
4. Darts – Daddy Cool
5. Ayxzteca – Fantasy Rock
6. Bill Haley & His Comets – Rock Around the Clock